# Mooskirchen
Mooskirchen è un comune austriaco di 2 213 abitanti nel distretto di Voitsberg, in Stiria; ha lo status di comune mercato (Marktgemeinde).